# Étienne Desgeorges
Pour les articles homonymes, voir Desgeorges.
Étienne Desgeorges est un homme politique français né le 24 août 1888 à Saint-Étienne (Loire) et décédé le 12 avril 1970 dans cette même ville.
Avocat, il est député de la Loire de 1932 à 1936, siégeant au groupe radical.

## Sources
- « Étienne Desgeorges », dans le Dictionnaire des parlementaires français (1889-1940), sous la direction de Jean Jolly, PUF, 1960 [détail de l’édition]

## Référence
1. ↑  Archives municipales de Saint-Étienne, année 1888, acte de naissance no 2018, vue 23/143, avec mention marginale de décès